# Payback (serie de televisión)
Payback (en hangul, 법쩐; romanización revisada del coreano: Beopjjeon) es una serie de televisión surcoreana dirigida por Lee Won-tae y protagonizada por Lee Sun-kyun, Moon Chae-won, Kang Yoo-seok y Park Hoon. Se emitió por el canal SBS desde el 6 de enero hasta el 11 de febrero de 2023, los viernes y sábados a las 22:00 (hora local coreana). Está disponible en la plataforma Prime Video para algunas zonas del mundo.

## Sinopsis
La serie es un drama que narra la venganza de un propietario de un fondo de capital privado y una abogada y oficial judicial de élite contra una organización criminal.

## Reparto

### Principal
- Lee Sun-kyun como Eun-yong, el propietario y director de inversiones de un fondo de capital privado global.[4][5][6]
  - Yoon Jung-il como Eun-yong de joven.
- Moon Chae-won como Park Joon-kyung, una comandante del ejército y oficial judicial de élite que aprobó el examen de abogacía y se graduó del instituto de formación con las mejores calificaciones.[4][7][8]
- Kang You-seok como Jang Tae-chun, el sobrino de Yong, fiscal de grandes ambiciones pero marginado porque se graduó en una universidad provincial.[9][10]
- Park Hoon como Hwang Ki-seok, fiscal jefe del departamento especial.[11]

### Secundario
- Kim Hong-pa como Myung In-joo, creó y dirige un cartel de intereses corruptos, capaz de manipular el mercado accionario.[1]
- Kim Mi-sook como Yoon Hye-rin, la madre de Joon-kyung, fue también la directora ejecutiva de Bluenet. Acogió a Eun-yong cuando salió del reformatorio.[1]
- Seo Jeong-yeon como Eun Ji-hee, la madre de Tae-chun y hermana mayor de Eu-yong.[1]
  - Park Hwan-hee como Eun Ji-hee de joven.[12]
- Kim Hye-hwa como Hong Han-na, CEO del fondo de capital privado 'Change' y socia de Eun-yong. Es una cabildera convertida en representante de fondos de capital privado.[1]
- Choi Deok-moon como Nam Sang-il, un veterano investigador de la fiscalía.[1]
- Choi Jung-in como Ham Jin, inspectora de la Fiscalía Suprema.[13]
- Lee Ki-young como Oh Chang-hyun, exjefe de la Fiscalía del Distrito de Seúl, actual director ejecutivo de GMi Bank.[1]
- Son Eun-seo como Myung Se-hee, hija de In-joo y esposa de Ki-seok.
- Choi Min-chul como Park Jung-soo, el fiscal jefe de la Quinta División de Detectives, una persona ambiciosa que se esfuerza constantemente por su propio beneficio.[14]
- Park Jung-pyo como Lee Young-jin, subordinado de confianza de Ki-seok y fiscal jefe de la Fiscalía del Distrito Central de Seúl.[15]
- Kwon Hyuk como Lee Su-dong, abogado cómplice de In-joo.[16]
- Won Hyun-joon como Lee Jin-ho, un gánster del mercado de capitales. Fue compañero de habitación de Eun Yong en el centro de detención juvenil; después su vida se torció con las drogas y acaba enfrentándose a él.[17]
  - Kim Kyung-ho como Lee Jin-ho de joven.[18][19]
- Lee Geon-myung como Kim Seong-tae, hombre de confianza de In-joo.
- Jeon Ik-ryeong como Won Ji-ah, detective a cargo del caso de ataque a Park Joon-kyung.
- Kwon Tae-won como Baek In-soo, exfiscal y miembro de la Asamblea Nacional.
- Jo Young-jin como Son Seung-jin, exministro de Pequeñas y Medianas Empresas, actual político de la oposición.
- Kim Jae-rok como el presidente Park.[20]

## Producción
Se trata de la primera serie televisiva de SBS que será distribuida también por Prime Video.
El guionista de la serie es Kim Won-seok, que ha firmado también los guiones de The Queen's Classroom (2013), Man to Man (2017) y Descendientes del sol (2016). La filmación estaba programada para comenzar en julio de 2022. Algunas escenas fueron rodadas en Mongolia, adonde se desplazó el set durante seis días durante el verano.
En septiembre SBS anunció los nombres de los protagonistas Lee Sun-gyun y Moon Chae-woon, que regresa así a la televisión después de casi dos años de ausencia. El 8 de diciembre se publicaron imágenes de la primera lectura del guion por el reparto.

## Audiencia
| Temporada | Temporada | Episodio número | Episodio número | Episodio número | Episodio número | Episodio número | Episodio número | Episodio número | Episodio número | Episodio número | Episodio número | Episodio número | Episodio número | Promedio |
| Temporada | Temporada | 1               | 2               | 3               | 4               | 5               | 6               | 7               | 8               | 9               | 10              | 11              | 12              | Promedio |
| --------- | --------- | --------------- | --------------- | --------------- | --------------- | --------------- | --------------- | --------------- | --------------- | --------------- | --------------- | --------------- | --------------- | -------- |
|           | 1         | 1.582           | 1.392           | 1.607           | 1.697           | 1.798           | 1.293           | 1.992           | 2.008           | 2.016           | 1.793           | 2.084           | 1.971           | 1.769    |

| Episodio                                                                                 | Fecha original de emisión | Índice de audiencia | Índice de audiencia | Índice de audiencia |
| Episodio                                                                                 | Fecha original de emisión | Nielsen Korea       | Nielsen Korea       | TNmS                |
| Episodio                                                                                 | Fecha original de emisión | Nacional            | Seúl                | Nacional            |
| ---------------------------------------------------------------------------------------- | ------------------------- | ------------------- | ------------------- | ------------------- |
| 1                                                                                        | 6 de enero de 2023        | 8,7 % (4.ª)         | 9,6 % (4.ª)         | 6,4 % (10.ª)        |
| 2                                                                                        | 7 de enero de 2023        | 7,4 % (3.ª)         | 8,3 % (3.ª)         | 6,4 % (6.ª)         |
| 3                                                                                        | 13 de enero de 2023       | 8,7 % (3.ª)         | 8,9 % (3.ª)         | 8,3 % (6.ª)         |
| 4                                                                                        | 14 de enero de 2023       | 9,6 % (2.ª)         | 10,1 % (2.ª)        | —                   |
| 5                                                                                        | 20 de enero de 2023       | 9.5 % (3.ª)         | 9.7 % (3.ª)         | 8.1 % (7.ª)         |
| 6                                                                                        | 21 de enero de 2023       | 7.1 % (3.ª)         | 7.5 % (2.ª)         | 7.3 % (2.ª)         |
| 7                                                                                        | 27 de enero de 2023       | 11.1 % (3.ª)        | 11.6 % (2.ª)        | —                   |
| 8                                                                                        | 28 de enero de 2023       | 10.7 % (2.ª)        | 10.7 % (2.ª)        | 9.2 % (2.ª)         |
| 9                                                                                        | 3 de febrero de 2023      | 11,1 % (3.ª)        | 11,1 % (3.ª)        | 10,4 % (3.ª)        |
| 10                                                                                       | 4 de febrero de 2023      | 9,5 % (2.ª)         | 9,9 % (2.ª)         | 8,6 % (2.ª)         |
| 11                                                                                       | 10 de febrero de 2023     | 11,4 % (3.ª)        | 11,8 % (3.ª)        | 9,7 % (3.ª)         |
| 12                                                                                       | 11 de febrero de 2023     | 11,1 % (2.ª)        | 10,8 % (3.ª)        | 10,2 % (2.ª)        |
| Promedio                                                                                 | Promedio                  | 9.7 %               | 10 %                | —                   |
| - En la tabla superior, aparecen en azul los índices más bajos, y en rojo los más altos. |                           |                     |                     |                     |